# 萊瓦德內 (馬利尼夫卡市鎮)
47°44′41″N 36°35′52″E / 47.74472°N 36.59778°E
萊瓦德內（烏克蘭語：Левадне）是位於烏克蘭東南部的村莊，由扎波羅熱州波洛希區的馬利尼夫卡市鎮負責管轄。該村面積0.66平方公里，海拔高度140米，2001年人口1，人口密度每平方公里1.5人。